# 17905 Кабтаму
17905 Кабтаму (17905 Kabtamu) — астероїд головного поясу, відкритий 19 березня 1999 року.
Тіссеранів параметр щодо Юпітера — 3,487.